# Muzeul Național al Transportului și Jucăriilor din Wanaka

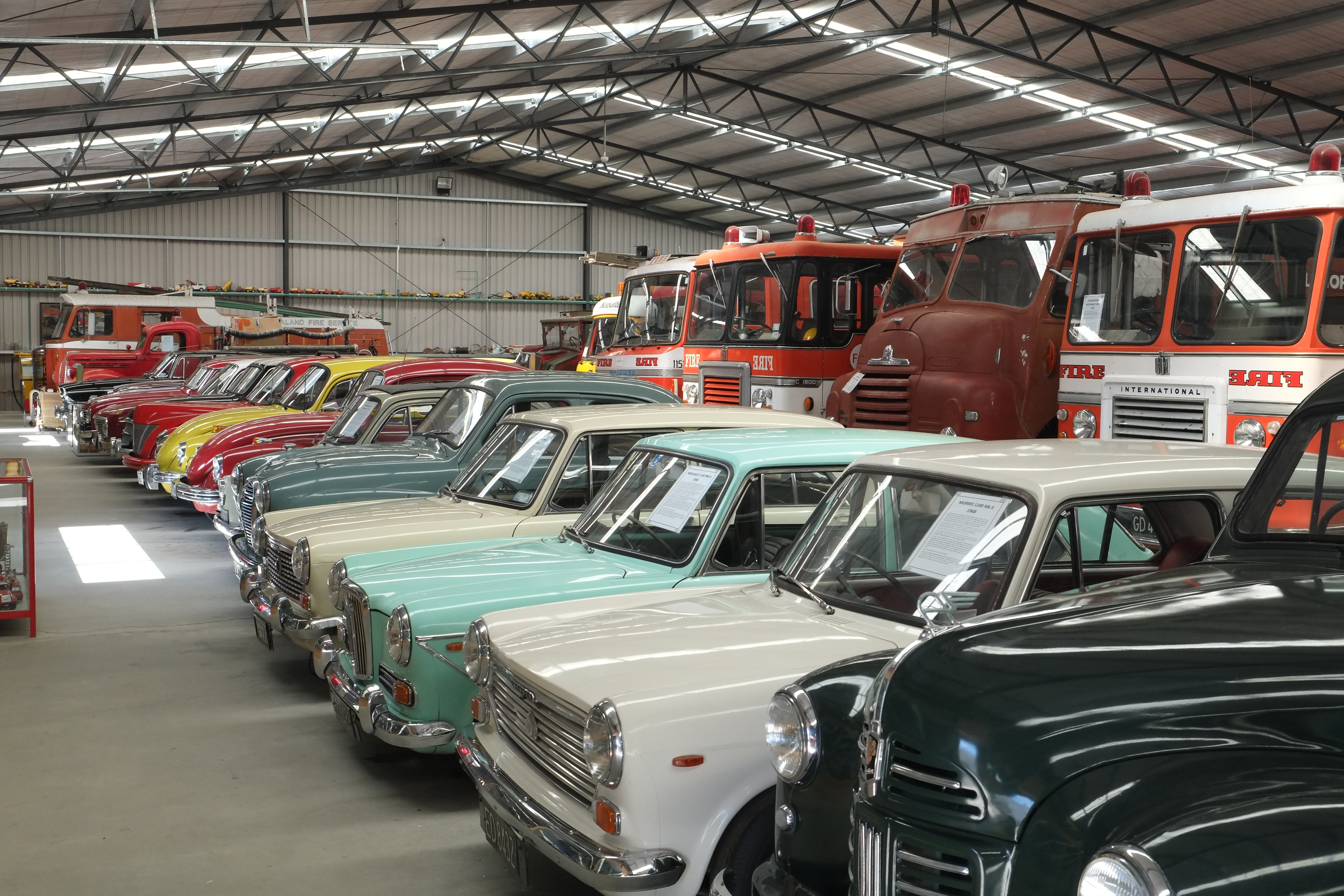
O parte din colecțiile de mașini clasice și mașini de pompieri dintr-unul dintre hangarele muzeului

Muzeul Național al Transporturilor și Jucăriilor din Wanaka, Noua Zeelandă este una dintre cele mai mari colecții private din emisfera sudică și prezintă o colecție mare de articole, incluzând peste 650 de vehicule, 15 aeronave și 60.000 de jucării plus mii de articole diverse. Deținut și operat de o singură familie, muzeul este amplasat în apropierea aeroportului din Wanaka de pe State Highway 6.
Clădirea principală găzduiește o parte din colecția de jucării, în special o colecție foarte mare de jucării și obiecte care au legătură cu Star Wars, o prezentare a păpușilor Barbie de-a lungul deceniilor, jucării clasice din lemn și metal, precum și ursuleți de pluș și păpuși din porțelan. Un magazin de jucării de la intrare vinde, de asemenea, o serie de jucării.
Colecțiile de vehicule și aeronave sunt expuse în mai multe hangare mari. Hangarele includ o serie de vehicule, incluzând autoturisme, aeronave, mașini de asistență la sol din aeroportului, vehicule de construcție, unelte agricole, tractoare agricole, vehicule militare, motociclete, scutere și mopeduri, pickup-uri, camioane, vehicule trase de cai, vehicule marine și o serie de vehicule diverse.